# Danh sách cầu thủ tham dự Giải vô địch bóng đá nữ thế giới 2007
Dưới đây là danh sách cầu thủ được triệu tập cho Giải vô địch bóng đá nữ thế giới 2007 tại Trung Quốc.

## Bảng A

### Đức
Huấn luyện viên:  Silvia Neid

| Số | VT | Cầu thủ            | Ngày sinh (tuổi)            | Trận | Bàn | Câu lạc bộ          |
| -- | -- | ------------------ | --------------------------- | ---- | --- | ------------------- |
| 1  | TM | Nadine Angerer     | 10 tháng 11, 1978 (28 tuổi) | 44   | 0   | FFC Turbine Potsdam |
| 2  | HV | Kerstin Stegemann  | 29 tháng 9, 1977 (29 tuổi)  | 159  | 6   | Wattenscheid 09     |
| 3  | HV | Saskia Bartusiak   | 9 tháng 9, 1982 (25 tuổi)   | 2    | 0   | FSV Frankfurt       |
| 4  | HV | Babett Peter       | 12 tháng 5, 1988 (19 tuổi)  | 11   | 0   | FFC Turbine Potsdam |
| 5  | HV | Annike Krahn       | 1 tháng 7, 1985 (22 tuổi)   | 25   | 0   | FCR Duisburg        |
| 6  | TV | Linda Bresonik     | 7 tháng 12, 1983 (23 tuổi)  | 27   | 2   | Essen-Schoenebeck   |
| 7  | TV | Melanie Behringer  | 18 tháng 11, 1979 (27 tuổi) | 14   | 3   | SC Freiburg         |
| 8  | TĐ | Sandra Smisek      | 3 tháng 7, 1977 (30 tuổi)   | 115  | 27  | FFC Frankfurt       |
| 9  | TĐ | Birgit Prinz (c)   | 25 tháng 10, 1977 (29 tuổi) | 161  | 105 | FFC Frankfurt       |
| 10 | TV | Renate Lingor      | 11 tháng 10, 1975 (31 tuổi) | 126  | 30  | FFC Frankfurt       |
| 11 | TĐ | Anja Mittag        | 16 tháng 5, 1985 (22 tuổi)  | 36   | 5   | FFC Turbine Potsdam |
| 12 | TM | Ursula Holl        | 26 tháng 6, 1982 (25 tuổi)  | 2    | 0   | 07 Bad Neuenahr     |
| 13 | HV | Sandra Minnert     | 7 tháng 4, 1973 (34 tuổi)   | 137  | 15  | 07 Bad Neuenahr     |
| 14 | TV | Simone Laudehr     | 12 tháng 7, 1986 (21 tuổi)  | 0    | 0   | FCR Duisburg        |
| 15 | HV | Sonja Fuss         | 5 tháng 11, 1978 (28 tuổi)  | 48   | 3   | FCR Duisburg        |
| 16 | TĐ | Martina Müller     | 18 tháng 4, 1980 (27 tuổi)  | 57   | 25  | VfL Wolfsburg       |
| 17 | HV | Ariane Hingst      | 25 tháng 7, 1979 (28 tuổi)  | 130  | 9   | Djurgårdens IF      |
| 18 | TV | Kerstin Garefrekes | 4 tháng 9, 1979 (28 tuổi)   | 75   | 22  | FFC Frankfurt       |
| 19 | TV | Fatmire Bajramaj   | 1 tháng 4, 1988 (19 tuổi)   | 5    | 0   | FCR Duisburg        |
| 20 | TĐ | Petra Wimbersky    | 9 tháng 11, 1982 (24 tuổi)  | 62   | 15  | FFC Frankfurt       |
| 21 | TM | Silke Rottenberg   | 25 tháng 1, 1972 (35 tuổi)  | 123  | 0   | FFC Frankfurt       |

### Argentina
Huấn luyện viên:  José Carlos Borello

| Số | VT | Cầu thủ                  | Ngày sinh (tuổi)            | Trận | Bàn | Câu lạc bộ      |
| -- | -- | ------------------------ | --------------------------- | ---- | --- | --------------- |
| 1  | TM | Romina Ferro             | 26 tháng 6, 1980 (27 tuổi)  | 10   | 0   | Boca Juniors    |
| 2  | HV | Eva Nadia González (c)   | 2 tháng 9, 1987 (20 tuổi)   | 18   | 3   | Boca Juniors    |
| 3  | HV | Valeria Cotelo           | 26 tháng 3, 1984 (23 tuổi)  | 7    | 0   | Boca Juniors    |
| 4  | TV | Gabriela Patricia Chávez | 9 tháng 4, 1989 (18 tuổi)   | 11   | 0   | Independiente   |
| 5  | HV | Carmen Brusca            | 7 tháng 11, 1985 (21 tuổi)  | 17   | 0   | Boca Juniors    |
| 6  | HV | Sabrina Celeste Barbita  | 22 tháng 5, 1979 (28 tuổi)  | 1    | 0   | Boca Juniors    |
| 7  | TĐ | Ludmila Manicler         | 6 tháng 7, 1987 (20 tuổi)   | 14   | 3   | Independiente   |
| 8  | HV | Clarisa Belén Huber      | 22 tháng 12, 1984 (22 tuổi) | 10   | 0   | Boca Juniors    |
| 9  | TĐ | Natalia Gatti            | 20 tháng 10, 1982 (24 tuổi) | 17   | 0   | Boca Juniors    |
| 10 | TĐ | Emilia Mendieta          | 4 tháng 4, 1988 (19 tuổi)   | 11   | 2   | AFA             |
| 11 | TV | Rosana Itatí Gómez       | 12 tháng 7, 1980 (27 tuổi)  | 16   | 0   | Boca Juniors    |
| 12 | TM | Vanina Correa            | 14 tháng 8, 1983 (24 tuổi)  | 9    | 0   | Renato Cesarini |
| 13 | TV | María Quiñones           | 26 tháng 8, 1986 (21 tuổi)  | 13   | 0   | San Lorenzo     |
| 14 | HV | Catalina Pérez           | 16 tháng 2, 1989 (18 tuổi)  | 16   | 0   | River Plate     |
| 15 | TV | Florencia Mandrile       | 10 tháng 12, 1988 (18 tuổi) | 18   | 0   | San Lorenzo     |
| 16 | TĐ | Andrea Ojeda             | 17 tháng 1, 1985 (22 tuổi)  | 8    | 0   | Boca Juniors    |
| 17 | TV | Fabiana Gisella Vallejos | 30 tháng 7, 1985 (22 tuổi)  | 10   | 0   | Boca Juniors    |
| 18 | TĐ | María Belén Potassa      | 12 tháng 12, 1988 (18 tuổi) | 16   | 8   | AFA             |
| 19 | TĐ | Analía Almeida           | 19 tháng 8, 1985 (22 tuổi)  | 8    | 0   | San Lorenzo     |
| 20 | TV | Mercedes Pereyra         | 7 tháng 5, 1987 (20 tuổi)   | 12   | 3   | River Plate     |
| 21 | TM | Elisabeth Minnig         | 6 tháng 1, 1987 (20 tuổi)   | 12   | 0   | AFA             |

### Anh
Huấn luyện viên:  Hope Powell

| Số | VT | Cầu thủ             | Ngày sinh (tuổi)            | Trận | Bàn | Câu lạc bộ              |
| -- | -- | ------------------- | --------------------------- | ---- | --- | ----------------------- |
| 1  | TM | Rachel Brown        | 2 tháng 7, 1980 (27 tuổi)   | 48   | 0   | Everton                 |
| 2  | HV | Alex Scott          | 14 tháng 12, 1984 (22 tuổi) | 33   | 6   | Arsenal                 |
| 3  | HV | Casey Stoney        | 13 tháng 5, 1982 (25 tuổi)  | 49   | 2   | Chelsea                 |
| 4  | TV | Katie Chapman       | 15 tháng 6, 1982 (25 tuổi)  | 61   | 5   | Arsenal                 |
| 5  | HV | Faye White (c)      | 2 tháng 2, 1978 (29 tuổi)   | 56   | 4   | Arsenal                 |
| 6  | HV | Mary Phillip        | 14 tháng 3, 1977 (30 tuổi)  | 60   | 0   | Arsenal                 |
| 7  | TV | Karen Carney        | 1 tháng 8, 1987 (20 tuổi)   | 31   | 5   | Arsenal                 |
| 8  | TV | Fara Williams       | 25 tháng 1, 1984 (23 tuổi)  | 53   | 15  | Everton                 |
| 9  | TĐ | Eniola Aluko        | 21 tháng 2, 1987 (20 tuổi)  | 26   | 4   | Chelsea                 |
| 10 | TĐ | Kelly Smith         | 29 tháng 10, 1978 (28 tuổi) | 65   | 21  | Arsenal                 |
| 11 | TV | Rachel Yankey       | 1 tháng 11, 1979 (27 tuổi)  | 75   | 11  | Arsenal                 |
| 12 | HV | Anita Asante        | 27 tháng 4, 1985 (22 tuổi)  | 24   | 1   | Arsenal                 |
| 13 | TM | Siobhan Chamberlain | 15 tháng 8, 1983 (24 tuổi)  | 6    | 0   | Chelsea                 |
| 14 | HV | Rachel Unitt        | 5 tháng 6, 1982 (25 tuổi)   | 63   | 4   | Everton                 |
| 15 | TV | Sue Smith           | 24 tháng 11, 1979 (27 tuổi) | 64   | 14  | Leeds United            |
| 16 | TV | Jill Scott          | 2 tháng 2, 1987 (20 tuổi)   | 11   | 0   | Everton                 |
| 17 | TĐ | Jody Handley        | 12 tháng 3, 1979 (28 tuổi)  | 30   | 5   | Everton                 |
| 18 | TĐ | Lianne Sanderson    | 3 tháng 2, 1988 (19 tuổi)   | 7    | 1   | Arsenal                 |
| 19 | TV | Vicky Exley         | 22 tháng 10, 1975 (31 tuổi) | 52   | 6   | Doncaster Rovers Belles |
| 20 | HV | Lindsay Johnson     | 8 tháng 5, 1980 (27 tuổi)   | 20   | 0   | Everton                 |
| 21 | TM | Carly Telford       | 7 tháng 7, 1987 (20 tuổi)   | 1    | 0   | Leeds United            |

### Nhật Bản
Huấn luyện viên:  Ohashi Hiroshi

| Số | VT | Cầu thủ            | Ngày sinh (tuổi)            | Trận | Bàn | Câu lạc bộ           |
| -- | -- | ------------------ | --------------------------- | ---- | --- | -------------------- |
| 1  | TM | Fukumoto Miho      | 2 tháng 10, 1983 (23 tuổi)  | 28   | 0   | Okayama Yunogo Belle |
| 2  | HV | Isozaki Hiromi (c) | 22 tháng 12, 1975 (31 tuổi) | 102  | 4   | Tasaki Perule        |
| 3  | HV | Kinga Yukari       | 2 tháng 5, 1984 (23 tuổi)   | 14   | 0   | NTV Beleza           |
| 4  | HV | Yano Kyoko         | 3 tháng 6, 1984 (23 tuổi)   | 38   | 1   | Đại học Kanagawa     |
| 5  | TV | Yanagita Miyuki    | 11 tháng 4, 1981 (26 tuổi)  | 73   | 11  | Urawa Reds Ladies    |
| 6  | TV | Hara Ayumi         | 21 tháng 2, 1979 (28 tuổi)  | 0    | 0   | INAC Leonessa        |
| 7  | TV | Miyamoto Tomomi    | 31 tháng 12, 1978 (28 tuổi) | 72   | 13  | IGA FC Kunoichi      |
| 8  | TV | Sakai Tomoe        | 27 tháng 5, 1978 (29 tuổi)  | 105  | 7   | NTV Beleza           |
| 9  | TĐ | Arakawa Eriko      | 30 tháng 10, 1979 (27 tuổi) | 49   | 17  | NTV Beleza           |
| 10 | TV | Sawa Homare        | 6 tháng 9, 1978 (29 tuổi)   | 125  | 65  | NTV Beleza           |
| 11 | TĐ | Otani Mio          | 5 tháng 5, 1979 (28 tuổi)   | 71   | 32  | Tasaki Perule        |
| 12 | TM | Yamago Nozomi      | 16 tháng 1, 1975 (32 tuổi)  | 58   | 0   | Urawa Reds Ladies    |
| 13 | HV | Ando Kozue         | 9 tháng 7, 1982 (25 tuổi)   | 49   | 7   | Urawa Reds Ladies    |
| 14 | HV | Toyoda Nayuha      | 15 tháng 9, 1986 (20 tuổi)  | 13   | 0   | NTV Beleza           |
| 15 | HV | Iwashimizu Azusa   | 14 tháng 10, 1986 (20 tuổi) | 18   | 4   | NTV Beleza           |
| 16 | TV | Miyama Aya         | 28 tháng 1, 1985 (22 tuổi)  | 45   | 13  | Okayama Yunogo Belle |
| 17 | TĐ | Nagasato Yuki      | 15 tháng 7, 1987 (20 tuổi)  | 30   | 18  | NTV Beleza           |
| 18 | TĐ | Ohno Shinobu       | 23 tháng 1, 1984 (23 tuổi)  | 41   | 18  | NTV Beleza           |
| 19 | TV | Sakaguchi Mizuho   | 15 tháng 10, 1987 (19 tuổi) | 12   | 13  | Tasaki Perule        |
| 20 | HV | Utsugi Rumi        | 5 tháng 12, 1988 (18 tuổi)  | 12   | 0   | NTV Beleza           |
| 21 | TM | Amano Misaki       | 22 tháng 4, 1985 (22 tuổi)  | 0    | 0   | Đại học Waseda       |

## Bảng B

### CHDCND Triều Tiên
Huấn luyện viên:  Kim Kwang-min

| Số | VT | Cầu thủ        | Ngày sinh (tuổi)            | Trận | Bàn | Câu lạc bộ            |
| -- | -- | -------------- | --------------------------- | ---- | --- | --------------------- |
| 1  | TM | Phi Un-hui     | 2 tháng 8, 1985 (22 tuổi)   | 2    | 0   | Amrokgang             |
| 2  | TV | Kim Kyong-hwa  | 28 tháng 3, 1986 (21 tuổi)  | 2    | 0   | 25 tháng 4            |
| 3  | HV | Om Jong-ran    | 10 tháng 10, 1985 (21 tuổi) | 5    | 0   | 25 tháng 4            |
| 4  | HV | Yun Song-mi    | 28 tháng 1, 1992 (15 tuổi)  | 1    | 0   | Thành phố Bình Nhưỡng |
| 5  | HV | Song Jong-sun  | 11 tháng 3, 1981 (26 tuổi)  | 10   | 0   | Amrokgang             |
| 6  | TV | Kim Ok-sim     | 2 tháng 7, 1987 (20 tuổi)   | 2    | 1   | Rimyongsu             |
| 7  | TV | Ho Sun-hui     | 5 tháng 3, 1980 (27 tuổi)   | 30   | 16  | Amrokgang             |
| 8  | TĐ | Kil Son-hui    | 7 tháng 3, 1986 (21 tuổi)   | 2    | 0   | Rimyongsu             |
| 9  | TV | Ri Un-suk      | 1 tháng 1, 1986 (21 tuổi)   | 2    | 0   | 25 tháng 4            |
| 10 | TĐ | Ri Kum-suk (c) | 16 tháng 8, 1978 (29 tuổi)  | 65   | 40  | 25 tháng 4            |
| 11 | TĐ | Ho Un-byol     | 19 tháng 1, 1992 (15 tuổi)  | 1    | 0   | 25 tháng 4            |
| 12 | TV | Ri Un-gyong    | 19 tháng 11, 1980 (26 tuổi) | 35   | 17  | Rimyongsu             |
| 14 | HV | Jang Yong-ok   | 17 tháng 9, 1982 (24 tuổi)  | 1    | 0   | 25 tháng 4            |
| 15 | HV | Sonu Kyong-sun | 28 tháng 9, 1983 (23 tuổi)  | 5    | 0   | 25 tháng 4            |
| 16 | HV | Kong Hye-ok    | 19 tháng 7, 1983 (24 tuổi)  | 5    | 0   | 25 tháng 4            |
| 17 | TĐ | Kim Yong-ae    | 7 tháng 3, 1983 (24 tuổi)   | 3    | 6   | 25 tháng 4            |
| 18 | TM | Yun Hyon-hi    | 9 tháng 9, 1992 (15 tuổi)   | 1    | 0   | 25 tháng 4            |
| 19 | TĐ | Jong Pok-sim   | 31 tháng 7, 1985 (22 tuổi)  | 2    | 0   | 25 tháng 4            |
| 20 | HV | Hong Myong-gum | 10 tháng 7, 1986 (21 tuổi)  | 2    | 0   | Amrokgang             |
| 21 | TM | Jon Myong-hui  | 7 tháng 8, 1986 (21 tuổi)   | 1    | 0   | Rimyongsu             |

### Nigeria
Huấn luyện viên:  Ntiero Effiom
| Số | VT | Cầu thủ             | Ngày sinh (tuổi)            | Trận | Bàn | Câu lạc bộ           |
| -- | -- | ------------------- | --------------------------- | ---- | --- | -------------------- |
| 1  | TM | Precious Dede       | 18 tháng 1, 1980 (27 tuổi)  | 12   | 0   | Delta Queens         |
| 2  | TV | Efioanwan Ekpo      | 25 tháng 1, 1984 (23 tuổi)  | 20   | 3   | Pelican Stars FC     |
| 3  | HV | Ayisat Yusuf        | 6 tháng 3, 1985 (22 tuổi)   | 30   | 0   | NiceFutis            |
| 4  | TĐ | Perpetua Nkwocha    | 3 tháng 1, 1976 (31 tuổi)   | 13   | 10  | Sunnanå SK           |
| 5  | HV | Onome Ebi           | 8 tháng 5, 1983 (24 tuổi)   | 2    | 0   | Bayelsa Queens FC    |
| 6  | TV | Gift Otuwe          | 15 tháng 7, 1984 (23 tuổi)  | 0    | 0   | Bayelsa Queens FC    |
| 7  | TĐ | Stella Mbachu       | 16 tháng 4, 1978 (29 tuổi)  | 55   | 25  | Thiên Tân Thái Đạt   |
| 8  | TĐ | Ifeanyi Chiejine    | 17 tháng 5, 1983 (24 tuổi)  | 58   | 15  | Bayelsa Queens FC    |
| 9  | TV | Ogonna Chukwudi     | 14 tháng 9, 1988 (18 tuổi)  | 0    | 0   | Nasarawa Amazons FC  |
| 10 | TĐ | Rita Chikwelu       | 6 tháng 3, 1988 (19 tuổi)   | 2    | 0   | United Pietarsaari   |
| 11 | TĐ | Chi-Chi Igbo        | 1 tháng 5, 1986 (21 tuổi)   | 0    | 0   | Fortuna Hjørring     |
| 12 | TM | Tochukwu Oluehi     | 2 tháng 5, 1987 (20 tuổi)   | 0    | 0   | Bayelsa Queens FC    |
| 13 | HV | Christie George (c) | 10 tháng 5, 1984 (23 tuổi)  | 0    | 0   | Pelican Stars FC     |
| 14 | HV | Faith Ikidi         | 28 tháng 2, 1987 (20 tuổi)  | 15   | 0   | Linköpings FC        |
| 15 | TV | Maureen Mmadu       | 7 tháng 5, 1975 (32 tuổi)   | 68   | 0   | Linköpings FC        |
| 16 | HV | Ulunma Jerome       | 11 tháng 4, 1988 (19 tuổi)  | 2    | 0   | Rivers Angels FC     |
| 17 | HV | Yinka Kudaisi       | 25 tháng 8, 1975 (32 tuổi)  | 0    | 0   | Pelican Stars FC     |
| 18 | TĐ | Cynthia Uwak        | 15 tháng 7, 1986 (21 tuổi)  | 2    | 0   | Falköpings KIK       |
| 19 | HV | Lilian Cole         | 1 tháng 8, 1985 (22 tuổi)   | 12   | 0   | Delta Queens         |
| 20 | TV | Maureen Eke         | 19 tháng 12, 1986 (20 tuổi) | 3    | 0   | Delta Queens         |
| 21 | TM | Aladi Ayegba        | 25 tháng 6, 1986 (21 tuổi)  | 0    | 0   | Kokkolan Palloveikot |

### Thụy Điển
Huấn luyện viên:  Thomas Dennerby
| Số | VT | Cầu thủ               | Ngày sinh (tuổi)            | Trận | Bàn | Câu lạc bộ              |
| -- | -- | --------------------- | --------------------------- | ---- | --- | ----------------------- |
| 1  | TM | Hedvig Lindahl        | 29 tháng 4, 1983 (24 tuổi)  | 23   | 0   | Linköping FC            |
| 2  | HV | Karolina Westberg     | 16 tháng 5, 1978 (29 tuổi)  | 118  | 0   | Umeå IK                 |
| 3  | HV | Stina Segerström      | 17 tháng 6, 1983 (24 tuổi)  | 19   | 2   | KIF Örebro DFF          |
| 4  | HV | Hanna Marklund        | 26 tháng 11, 1977 (29 tuổi) | 115  | 6   | Sunnanå SK              |
| 5  | TV | Caroline Seger        | 19 tháng 3, 1985 (22 tuổi)  | 33   | 3   | Linköping FC            |
| 6  | HV | Sara Thunebro         | 26 tháng 4, 1979 (28 tuổi)  | 20   | 2   | Djurgårdens IF          |
| 7  | HV | Sara Larsson          | 13 tháng 5, 1979 (28 tuổi)  | 69   | 6   | Linköping FC            |
| 8  | TV | Lotta Schelin         | 27 tháng 2, 1984 (23 tuổi)  | 44   | 11  | Kopparbergs/Göteborg FC |
| 9  | TĐ | Therese Lundin        | 3 tháng 3, 1979 (28 tuổi)   | 50   | 8   | Malmö FF                |
| 10 | TĐ | Hanna Ljungberg       | 8 tháng 1, 1979 (28 tuổi)   | 122  | 71  | Umeå IK                 |
| 11 | TĐ | Victoria Svensson (c) | 18 tháng 5, 1977 (30 tuổi)  | 139  | 59  | Djurgårdens IF          |
| 12 | TM | Sofia Lundgren        | 20 tháng 9, 1982 (24 tuổi)  | 19   | 0   | AIK                     |
| 13 | HV | Frida Östberg         | 10 tháng 12, 1977 (29 tuổi) | 59   | 2   | Linköping FC            |
| 14 | TĐ | Sara Johansson        | 23 tháng 1, 1980 (27 tuổi)  | 25   | 7   | Hammarby IF DFF         |
| 15 | TV | Therese Sjögran       | 8 tháng 4, 1977 (30 tuổi)   | 115  | 11  | Malmö FF                |
| 16 | HV | Anna Paulson          | 29 tháng 2, 1984 (23 tuổi)  | 12   | 0   | Umeå IK                 |
| 17 | TĐ | Madelaine Edlund      | 15 tháng 9, 1985 (21 tuổi)  | 0    | 0   | Umeå IK                 |
| 18 | TV | Nilla Fischer         | 2 tháng 8, 1984 (23 tuổi)   | 21   | 2   | Malmö FF                |
| 19 | HV | Charlotte Rohlin      | 2 tháng 12, 1980 (26 tuổi)  | 4    | 1   | Linköping FC            |
| 20 | TV | Linda Forsberg        | 19 tháng 6, 1985 (22 tuổi)  | 3    | 0   | Djurgårdens IF          |
| 21 | TM | Kristin Hammarström   | 29 tháng 3, 1982 (25 tuổi)  | 0    | 0   | KIF Örebro DFF          |

### Hoa Kỳ
Huấn luyện viên:  Greg Ryan
| Số | VT | Cầu thủ            | Ngày sinh (tuổi)            | Trận | Bàn | Câu lạc bộ               |
| -- | -- | ------------------ | --------------------------- | ---- | --- | ------------------------ |
| 1  | TM | Briana Scurry      | 7 tháng 9, 1971 (36 tuổi)   | 166  | 0   | Massachusetts            |
| 2  | HV | Marian Dalmy       | 25 tháng 11, 1984 (22 tuổi) | 5    | 0   | Santa Clara              |
| 3  | HV | Christie Rampone   | 24 tháng 6, 1975 (32 tuổi)  | 175  | 4   | Monmouth                 |
| 4  | HV | Cat Whitehill      | 10 tháng 2, 1982 (25 tuổi)  | 121  | 11  | New Jersey Wildcats      |
| 5  | TĐ | Lindsay Tarpley    | 22 tháng 9, 1983 (23 tuổi)  | 77   | 15  | UNC                      |
| 6  | TĐ | Natasha Kai        | 22 tháng 5, 1983 (24 tuổi)  | 33   | 7   | Hawaii                   |
| 7  | TV | Shannon Boxx       | 29 tháng 6, 1977 (30 tuổi)  | 75   | 15  | Notre Dame               |
| 8  | HV | Tina Ellertson     | 20 tháng 5, 1982 (25 tuổi)  | 29   | 0   | Washington               |
| 9  | TĐ | Heather O'Reilly   | 2 tháng 1, 1985 (22 tuổi)   | 70   | 12  | New Jersey Wildcats      |
| 10 | TV | Aly Wagner         | 10 tháng 8, 1980 (27 tuổi)  | 115  | 21  | Santa Clara              |
| 11 | TV | Carli Lloyd        | 16 tháng 7, 1982 (25 tuổi)  | 42   | 6   | Rutgers                  |
| 12 | TV | Leslie Osborne     | 27 tháng 5, 1983 (24 tuổi)  | 50   | 2   | Santa Clara              |
| 13 | TV | Kristine Lilly (c) | 22 tháng 7, 1971 (36 tuổi)  | 338  | 128 | UNC                      |
| 14 | HV | Stephanie Lopez    | 3 tháng 4, 1986 (21 tuổi)   | 30   | 0   | Đại học Portland         |
| 15 | HV | Kate Markgraf      | 23 tháng 8, 1976 (31 tuổi)  | 168  | 0   | Notre Dame               |
| 16 | TV | Angela Hucles      | 5 tháng 7, 1978 (29 tuổi)   | 68   | 5   | Virginia                 |
| 17 | TV | Lori Chalupny      | 1 tháng 1, 1984 (23 tuổi)   | 51   | 6   | River Cities Futbol Club |
| 18 | TM | Hope Solo          | 30 tháng 7, 1981 (26 tuổi)  | 52   | 0   | Washington               |
| 19 | TV | Marci Jobson       | 4 tháng 12, 1975 (31 tuổi)  | 16   | 0   | SMU                      |
| 20 | TĐ | Abby Wambach       | 2 tháng 6, 1980 (27 tuổi)   | 103  | 85  | Florida                  |
| 21 | TM | Nicole Barnhart    | 10 tháng 10, 1981 (25 tuổi) | 3    | 0   | Stanford                 |

Nguồn: http://www.ussoccer.com/articles/viewArticle.jsp_1605653.html Lưu trữ ngày 21 tháng 8 năm 2007 tại Wayback Machine

## Bảng C

### Úc
Huấn luyện viên:  Tom Sermanni
| Số | VT | Cầu thủ              | Ngày sinh (tuổi)            | Trận | Bàn | Câu lạc bộ                          |
| -- | -- | -------------------- | --------------------------- | ---- | --- | ----------------------------------- |
| 1  | TM | Melissa Barbieri     | 20 tháng 1, 1980 (27 tuổi)  | 50   | 0   | Richmond SC                         |
| 2  | HV | Kate McShea          | 13 tháng 4, 1983 (24 tuổi)  | 55   | 2   | Queensland Academy of Sport         |
| 3  | TV | Alicia Ferguson      | 31 tháng 10, 1981 (25 tuổi) | 63   | 6   | Queensland Sting                    |
| 4  | HV | Dianne Alagich       | 12 tháng 5, 1979 (28 tuổi)  | 74   | 3   | NSW Institute of Sport              |
| 5  | HV | Cheryl Salisbury (c) | 8 tháng 3, 1974 (33 tuổi)   | 135  | 33  | NSW Institute of Sport              |
| 6  | HV | Rhian Davies         | 5 tháng 1, 1981 (26 tuổi)   | 66   | 3   | NSW Institute of Sport              |
| 7  | HV | Heather Garriock     | 21 tháng 12, 1982 (24 tuổi) | 93   | 13  | Adirondack Lynx                     |
| 8  | TĐ | Caitlin Munoz        | 4 tháng 10, 1983 (23 tuổi)  | 31   | 12  | ACT Academy of Sport                |
| 9  | TĐ | Sarah Walsh          | 11 tháng 1, 1983 (24 tuổi)  | 45   | 23  | NSW Institute of Sport              |
| 10 | TV | Joanne Peters        | 11 tháng 3, 1979 (28 tuổi)  | 106  | 28  | NSW Institute of Sport              |
| 11 | TĐ | Lisa De Vanna        | 14 tháng 11, 1984 (22 tuổi) | 44   | 13  | Doncaster Rovers Belles             |
| 12 | TĐ | Kate Gill            | 10 tháng 12, 1984 (22 tuổi) | 41   | 24  | NSW Institute of Sport              |
| 13 | HV | Thea Slatyer         | 2 tháng 2, 1983 (24 tuổi)   | 35   | 0   | NSW Institute of Sport              |
| 14 | TV | Collette McCallum    | 26 tháng 3, 1986 (21 tuổi)  | 31   | 6   | Western Waves                       |
| 15 | TV | Sally Shipard        | 20 tháng 10, 1987 (19 tuổi) | 32   | 2   | ACT Academy of Sport                |
| 16 | TV | Lauren Colthorpe     | 25 tháng 10, 1985 (21 tuổi) | 13   | 1   | NSW Institute of Sport              |
| 17 | TV | Danielle Small       | 7 tháng 2, 1979 (28 tuổi)   | 41   | 9   | NSW Institute of Sport              |
| 18 | TM | Lydia Williams       | 13 tháng 5, 1988 (19 tuổi)  | 5    | 0   | ACT Academy of Sport                |
| 19 | HV | Clare Polkinghorne   | 1 tháng 2, 1989 (18 tuổi)   | 9    | 0   | Queensland Academy of Sport         |
| 20 | TĐ | Joanne Burgess       | 23 tháng 9, 1979 (27 tuổi)  | 27   | 4   | NSW Institute of Sport              |
| 21 | TM | Emma Wirkus          | 11 tháng 1, 1982 (25 tuổi)  | 7    | 0   | South Australian Institute of Sport |

### Canada
Huấn luyện viên:  Even Pellerud
| Số | VT | Cầu thủ                | Ngày sinh (tuổi)            | Trận | Bàn | Câu lạc bộ                |
| -- | -- | ---------------------- | --------------------------- | ---- | --- | ------------------------- |
| 1  | TM | Karina Leblanc         | 30 tháng 3, 1980 (27 tuổi)  | 41   | 16  | New Jersey Wildcats       |
| 2  | HV | Kristina Kiss          | 13 tháng 2, 1981 (26 tuổi)  | 44   | 5   |                           |
| 3  | HV | Melanie Booth          | 24 tháng 8, 1984 (23 tuổi)  | 15   | 0   | Toronto Lynx              |
| 4  | HV | Robyn Gayle            | 31 tháng 10, 1985 (21 tuổi) | 15   | 0   | Ottawa Fury               |
| 5  | TV | Andrea Neil            | 26 tháng 10, 1971 (35 tuổi) | 130  | 22  | Vancouver Whitecaps       |
| 6  | HV | Tanya Dennis           | 26 tháng 8, 1985 (22 tuổi)  | 12   | 0   | Nebraska Cornhuskers      |
| 7  | TĐ | Rhian Wilkinson        | 12 tháng 5, 1982 (25 tuổi)  | 6    | 3   | Ottawa Fury               |
| 8  | TV | Diana Matheson         | 16 tháng 4, 1984 (23 tuổi)  | 29   | 1   | Ottawa Fury               |
| 9  | TV | Candace-Marie Chapman  | 21 tháng 4, 1983 (24 tuổi)  | 21   | 1   | Vancouver Whitecaps       |
| 10 | HV | Martina Franko         | 13 tháng 1, 1976 (31 tuổi)  | 24   | 0   | Vancouver Whitecaps       |
| 11 | HV | Randee Hermuss         | 14 tháng 11, 1979 (27 tuổi) | 53   | 4   | Vancouver Whitecaps       |
| 12 | TĐ | Christine Sinclair (c) | 12 tháng 6, 1983 (24 tuổi)  | 100  | 40  | Vancouver Whitecaps       |
| 13 | TV | Amy Walsh              | 13 tháng 9, 1977 (29 tuổi)  | 0    | 0   | Laval Comets              |
| 14 | TV | Melissa Tancredi       | 27 tháng 12, 1981 (25 tuổi) | 7    | 0   | Atlanta Silverbacks       |
| 15 | TĐ | Kara Lang              | 22 tháng 10, 1986 (20 tuổi) | 43   | 21  | Vancouver Whitecaps       |
| 16 | TV | Katie Thorlakson       | 14 tháng 1, 1985 (22 tuổi)  | 1    | 0   | Notre Dame Fighting Irish |
| 17 | HV | Brittany Timko         | 5 tháng 9, 1985 (22 tuổi)   | 28   | 9   | Vancouver Whitecaps       |
| 18 | TM | Erin McLeod            | 26 tháng 2, 1983 (24 tuổi)  | 12   | 0   | Vancouver Whitecaps       |
| 19 | TV | Sophie Schmidt         | 28 tháng 6, 1988 (19 tuổi)  | 1    | 0   | Atlanta Silverbacks       |
| 20 | TM | Taryn Swiatek          | 4 tháng 2, 1981 (26 tuổi)   | 14   | 0   | Ottawa Fury               |
| 21 | TĐ | Jodi-Ann Robinson      | 17 tháng 4, 1989 (18 tuổi)  | 9    | 2   | Vancouver Whitecaps       |

### Ghana
Huấn luyện viên:  Isaac Paha

| Số | VT | Cầu thủ           | Ngày sinh (tuổi)            | Trận | Bàn | Câu lạc bộ            |
| -- | -- | ----------------- | --------------------------- | ---- | --- | --------------------- |
| 1  | TM | Gladys Enti       | 21 tháng 4, 1975 (32 tuổi)  | 19   | 0   | Ghatel Ladies         |
| 2  | HV | Aminatu Ibrahim   | 3 tháng 1, 1979 (28 tuổi)   | 8    | 0   | Ghatel Ladies         |
| 3  | HV | Mavis Danso       | 24 tháng 3, 1984 (23 tuổi)  | 8    | 0   | Đại học Robert Morris |
| 4  | TV | Doreen Awuah      | 12 tháng 12, 1989 (17 tuổi) | 0    | 0   | Ghatel Ladies         |
| 5  | HV | Patricia Ofori    | 9 tháng 6, 1981 (26 tuổi)   | 8    | 0   | Đại học Alabama       |
| 6  | TV | Florence Okoe     | 12 tháng 11, 1984 (22 tuổi) | 8    | 0   | Ghatel Ladies         |
| 7  | TĐ | Safia Rahman      | 5 tháng 5, 1986 (21 tuổi)   | 0    | 0   | Ghatel Ladies         |
| 8  | TV | Sheila Okai       | 14 tháng 2, 1979 (28 tuổi)  | 30   | 5   | Ghatel Ladies         |
| 9  | TĐ | Anita Amenuku     | 27 tháng 7, 1985 (22 tuổi)  | 0    | 0   | Ghatel Ladies         |
| 10 | TV | Adjoa Bayor (c)   | 17 tháng 5, 1979 (28 tuổi)  | 30   | 5   | Ghatel Ladies         |
| 11 | TĐ | Gloria Foriwa     | 11 tháng 5, 1981 (26 tuổi)  | 6    | 1   | Ghatel Ladies         |
| 12 | HV | Olivia Amoako     | 30 tháng 9, 1985 (21 tuổi)  | 0    | 0   | Ghatel Ladies         |
| 13 | HV | Yaa Avoe          | 1 tháng 7, 1982 (25 tuổi)   | 23   | 0   | Ash Town Ladies       |
| 14 | TĐ | Rumanatu Tahiru   | 4 tháng 6, 1984 (23 tuổi)   | 0    | 0   | Athleta Ladies        |
| 15 | HV | Lydia Ankrah      | 1 tháng 12, 1973 (33 tuổi)  | 14   | 0   | Post Ladies           |
| 16 | TM | Memunatu Sulemana | 4 tháng 11, 1977 (29 tuổi)  | 34   | 0   | Post Ladies           |
| 17 | HV | Hamdya Abass      | 1 tháng 8, 1982 (25 tuổi)   | 7    | 0   | Ghatel Ladies         |
| 18 | TĐ | Anita Amankwa     | 2 tháng 9, 1989 (18 tuổi)   | 0    | 0   | Takoradi Ladies       |
| 19 | TM | Fati Mohammed     | 4 tháng 6, 1979 (28 tuổi)   | 13   | 0   | Đại học Robert Morris |
| 20 | TV | Belinda Kanda     | 3 tháng 11, 1982 (24 tuổi)  | 1    | 0   | Đại học Alabama       |
| 21 | TV | Memuna Darku      | 17 tháng 4, 1979 (28 tuổi)  | 0    | 0   | Ghatel Ladies         |

### Na Uy
Huấn luyện viên:  Bjarne Berntsen

| Số | VT | Cầu thủ                      | Ngày sinh (tuổi)            | Trận | Bàn | Câu lạc bộ              |
| -- | -- | ---------------------------- | --------------------------- | ---- | --- | ----------------------- |
| 1  | TM | Bente Nordby                 | 23 tháng 7, 1974 (33 tuổi)  | 164  | 0   | Djurgårdens IF Dam      |
| 2  | HV | Ane Stangeland Horpestad (c) | 2 tháng 6, 1980 (27 tuổi)   | 80   | 2   | Klepp                   |
| 3  | HV | Gunhild Følstad              | 3 tháng 11, 1981 (25 tuổi)  | 50   | 1   | Trondheims-Ørn SK       |
| 4  | TV | Ingvild Stensland            | 3 tháng 8, 1981 (26 tuổi)   | 49   | 1   | Kopparbergs/Göteborg FC |
| 5  | HV | Siri Nordby                  | 4 tháng 8, 1978 (29 tuổi)   | 24   | 0   | Røa IL                  |
| 6  | HV | Camilla Huse                 | 31 tháng 8, 1979 (28 tuổi)  | 18   | 0   | Kolbotn IL              |
| 7  | HV | Trine Rønning                | 14 tháng 6, 1982 (25 tuổi)  | 75   | 15  | Kolbotn IL              |
| 8  | TV | Solveig Gulbrandsen          | 12 tháng 1, 1981 (26 tuổi)  | 104  | 33  | Kolbotn IL              |
| 9  | TĐ | Isabell Herlovsen            | 23 tháng 6, 1988 (19 tuổi)  | 24   | 2   | Kolbotn IL              |
| 10 | TĐ | Melissa Wiik                 | 7 tháng 2, 1985 (22 tuổi)   | 17   | 6   | Asker SK                |
| 11 | TĐ | Leni Larsen Kaurin           | 21 tháng 3, 1981 (26 tuổi)  | 26   | 0   | Asker SK                |
| 12 | TM | Erika Skarbø                 | 12 tháng 6, 1987 (20 tuổi)  | 0    | 0   | Arna-Bjørnar            |
| 13 | TM | Christine Colombo Nilsen     | 30 tháng 4, 1982 (25 tuổi)  | 2    | 0   | Kolbotn IL              |
| 14 | TĐ | Guro Knutsen                 | 10 tháng 1, 1985 (22 tuổi)  | 2    | 1   | Røa IL                  |
| 15 | TV | Madeleine Giske              | 14 tháng 9, 1987 (19 tuổi)  | 6    | 1   | Arna-Bjørnar            |
| 16 | TĐ | Ragnhild Gulbrandsen         | 22 tháng 2, 1977 (30 tuổi)  | 73   | 23  | Asker SK                |
| 17 | TĐ | Lene Mykjåland               | 20 tháng 2, 1987 (20 tuổi)  | 7    | 0   | Røa IL                  |
| 18 | TV | Marie Knutsen                | 31 tháng 8, 1982 (25 tuổi)  | 29   | 4   | Røa IL                  |
| 19 | HV | Marit Fiane Christensen      | 11 tháng 12, 1980 (26 tuổi) | 46   | 6   | Røa IL                  |
| 20 | TĐ | Lise Klaveness               | 19 tháng 4, 1981 (26 tuổi)  | 47   | 5   | Umeå IK                 |
| 21 | TV | Lene Storløkken              | 20 tháng 6, 1981 (26 tuổi)  | 14   | 1   | Team Strømmen FK        |

## Bảng D

### Brasil
Huấn luyện viên:  Jorge Barcellos
| Số | VT | Cầu thủ      | Ngày sinh (tuổi)           | Trận | Bàn | Câu lạc bộ             |
| -- | -- | ------------ | -------------------------- | ---- | --- | ---------------------- |
| 1  | TM | Andréia      | 14 tháng 9, 1977 (29 tuổi) | 28   | 0   | CD Transportes Alcaine |
| 2  | HV | Elaine       | 11 tháng 1, 1982 (25 tuổi) | 13   | 4   | Umeå                   |
| 3  | HV | Aline (c)    | 7 tháng 6, 1982 (25 tuổi)  | 46   | 0   | CEUNSP Salto           |
| 4  | HV | Tânia        | 10 tháng 3, 1974 (33 tuổi) | 33   | 3   | Saad                   |
| 5  | TV | Renata Costa | 8 tháng 7, 1986 (21 tuổi)  | 49   | 23  | Botucatu               |
| 6  | HV | Rosana       | 7 tháng 7, 1982 (25 tuổi)  | 16   | 0   | Neulengbach            |
| 7  | TĐ | Daniela      | 1 tháng 12, 1984 (22 tuổi) | 18   | 17  | Saad                   |
| 8  | TĐ | Formiga      | 3 tháng 3, 1978 (29 tuổi)  | 25   | 9   | Saad                   |
| 9  | TV | Maycon       | 30 tháng 4, 1977 (30 tuổi) | 20   | 12  | Saad                   |
| 10 | TĐ | Marta        | 19 tháng 2, 1986 (21 tuổi) | 45   | 47  | Umeå                   |
| 11 | TĐ | Cristiane    | 15 tháng 5, 1985 (22 tuổi) | 37   | 23  | Wolfsburg              |
| 12 | TM | Bárbara      | 4 tháng 7, 1988 (19 tuổi)  | 12   | 2   | Sport Recife           |
| 13 | HV | Mônica       | 4 tháng 4, 1978 (29 tuổi)  | 7    | 2   | Botucatu               |
| 14 | TV | Grazielle    | 28 tháng 4, 1981 (26 tuổi) | 0    | 0   | Botucatu               |
| 15 | TĐ | Kátia        | 18 tháng 2, 1977 (30 tuổi) | 28   | 17  | Lyon                   |
| 16 | HV | Simone       | 10 tháng 2, 1981 (26 tuổi) | 13   | 3   | Lyon                   |
| 17 | HV | Daiane       | 15 tháng 4, 1983 (24 tuổi) | 0    | 0   | Botucatu               |
| 18 | TV | Pretinha     | 19 tháng 5, 1975 (32 tuổi) | 15   | 3   | Leonessa               |
| 19 | HV | Michele      | 10 tháng 6, 1984 (23 tuổi) | 8    | 1   | Botucatu               |
| 20 | TV | Ester        | 12 tháng 9, 1982 (24 tuổi) | 8    | 0   | CEPE-Caxias            |
| 21 | TM | Thaís        | 19 tháng 6, 1987 (20 tuổi) | 2    | 0   | São Caetano            |

### Trung Quốc
Huấn luyện viên:  Marika Domanski-Lyfors
| Số | VT | Cầu thủ         | Ngày sinh (tuổi)            | Trận | Bàn | Câu lạc bộ           |
| -- | -- | --------------- | --------------------------- | ---- | --- | -------------------- |
| 1  | TM | Trương Diễm Như | 10 tháng 1, 1987 (20 tuổi)  | 21   | 0   | Giang Tô Thuấn Thiên |
| 2  | HV | Ông Tân Chi     | 15 tháng 6, 1988 (19 tuổi)  | 22   | 0   | Giang Tô Thuấn Thiên |
| 3  | HV | Lý Cát          | 8 tháng 7, 1979 (28 tuổi)   | 191  | 10  | Bắc Kinh Thành Kiến  |
| 4  | TV | Vương Khôn      | 20 tháng 10, 1985 (21 tuổi) | 47   | 5   | Hà Bắc Hoa Bắc       |
| 5  | TV | Tống Hiểu Lệ    | 21 tháng 7, 1981 (26 tuổi)  | 10   | 1   | Giang Tô Thuấn Thiên |
| 6  | TV | Tạ Thái Hà      | 17 tháng 2, 1976 (31 tuổi)  | 11   | 1   | Quảng Đông Hùng Ưng  |
| 7  | TV | Tất Nghiên (c)  | 17 tháng 2, 1984 (23 tuổi)  | 97   | 10  | Đại Liên Thạch Đức   |
| 8  | TĐ | Phan Lệ Na      | 18 tháng 7, 1977 (30 tuổi)  | 135  | 5   | Thượng Hải Thân Hoa  |
| 9  | TĐ | Hàn Đoan        | 15 tháng 6, 1983 (24 tuổi)  | 129  | 95  | Đại Liên Thạch Đức   |
| 10 | TĐ | Mã Hiểu Húc     | 5 tháng 6, 1988 (19 tuổi)   | 25   | 8   | Đại Liên Thạch Đức   |
| 11 | HV | Phổ Vĩ          | 20 tháng 8, 1980 (27 tuổi)  | 154  | 35  | Inter Shanghai       |
| 12 | TV | Khúc Phi Phi    | 18 tháng 5, 1982 (25 tuổi)  | 88   | 20  | Bát Nhất             |
| 13 | TV | Lý Đông Na      | 6 tháng 12, 1988 (18 tuổi)  | 10   | 0   | Thiên Tân Thái Đạt   |
| 14 | TĐ | Trương Âu Ảnh   | 2 tháng 11, 1975 (31 tuổi)  | 105  | 21  | Hà Bắc Hoa Bắc       |
| 15 | HV | Chu Cao Bình    | 20 tháng 10, 1986 (20 tuổi) | 12   | 0   | Giang Tô Thuấn Thiên |
| 16 | HV | Lưu Á Lợi       | 9 tháng 6, 1980 (27 tuổi)   | 141  | 0   | Hà Bắc Hoa Bắc       |
| 17 | TĐ | Lưu Tạp         | 11 tháng 7, 1987 (20 tuổi)  | 10   | 2   | Bắc Kinh Thành Kiến  |
| 18 | TM | Hàn Văn Hà      | 23 tháng 8, 1976 (31 tuổi)  | 90   | 0   | Đại Liên Thạch Đức   |
| 19 | HV | Trương Dĩnh     | 27 tháng 6, 1985 (22 tuổi)  | 61   | 4   | Thượng Hải Thân Hoa  |
| 20 | TV | Trương Đồng     | 3 tháng 4, 1984 (23 tuổi)   | 31   | 2   | Bắc Kinh Thành Kiến  |
| 21 | TM | Hứa Mỹ Sảng     | 28 tháng 5, 1986 (21 tuổi)  | 3    | 0   | Trường Xuân Á Thái   |

### Đan Mạch
Huấn luyện viên:  Kenneth Heiner-Møller

| Số | VT | Cầu thủ                  | Ngày sinh (tuổi)            | Trận | Bàn | Câu lạc bộ         |
| -- | -- | ------------------------ | --------------------------- | ---- | --- | ------------------ |
| 1  | TM | Heidi Johansen           | 9 tháng 6, 1983 (24 tuổi)   | 41   | 0   | Fortuna Hjørring   |
| 2  | HV | Mia Olsen                | 15 tháng 10, 1981 (25 tuổi) | 24   | 0   | Brøndby IF         |
| 3  | HV | Katrine Pedersen (c)     | 13 tháng 4, 1977 (30 tuổi)  | 125  | 4   | Asker S.K.         |
| 4  | HV | Gitte Andersen           | 28 tháng 4, 1977 (30 tuổi)  | 72   | 1   | Brøndby IF         |
| 5  | HV | Bettina Falk             | 31 tháng 3, 1981 (26 tuổi)  | 40   | 0   | Brøndby IF         |
| 6  | TV | Louise Hansen            | 4 tháng 5, 1975 (32 tuổi)   | 96   | 5   | 1. FFC Frankfurt   |
| 7  | TV | Cathrine Paaske Sørensen | 14 tháng 6, 1978 (29 tuổi)  | 76   | 19  | Brøndby IF         |
| 8  | TV | Julie Rydahl Bukh        | 9 tháng 1, 1982 (25 tuổi)   | 42   | 4   | Brøndby IF         |
| 9  | TĐ | Maiken Pape              | 20 tháng 2, 1978 (29 tuổi)  | 15   | 7   | Brøndby IF         |
| 10 | TV | Anne Dot Eggers Nielsen  | 6 tháng 11, 1975 (31 tuổi)  | 110  | 25  | Brøndby IF         |
| 11 | TĐ | Merete Pedersen          | 30 tháng 6, 1973 (34 tuổi)  | 115  | 53  | Odense             |
| 12 | TĐ | Stine Dimun              | 15 tháng 10, 1979 (27 tuổi) | 26   | 3   | Brøndby IF         |
| 13 | TĐ | Johanna Rasmussen        | 2 tháng 7, 1983 (24 tuổi)   | 37   | 6   | Fortuna Hjørring   |
| 14 | HV | Dorte Dalum              | 3 tháng 7, 1978 (29 tuổi)   | 40   | 1   | Djurgårdens IF Dam |
| 15 | HV | Mariann Gajhede          | 16 tháng 11, 1984 (22 tuổi) | 33   | 0   | Fortuna Hjørring   |
| 16 | TM | Tine Cederkvist          | 21 tháng 3, 1979 (28 tuổi)  | 44   | 0   | Brøndby IF         |
| 17 | TV | Janne Madsen             | 12 tháng 3, 1978 (29 tuổi)  | 46   | 4   | Fortuna Hjørring   |
| 18 | HV | Christina Ørntoft        | 2 tháng 7, 1985 (22 tuổi)   | 20   | 0   | Skovlunde          |
| 19 | TV | Line Roddik              | 31 tháng 1, 1988 (19 tuổi)  | 9    | 0   | Brøndby IF         |
| 20 | TV | Camilla Sand             | 14 tháng 2, 1986 (21 tuổi)  | 7    | 1   | Fortuna Hjørring   |
| 21 | TM | Susanne Graversen        | 8 tháng 11, 1984 (22 tuổi)  | 1    | 0   | Skovbakken IK      |

### New Zealand
Huấn luyện viên:  John Herdman

| Số | VT | Cầu thủ           | Ngày sinh (tuổi)            | Trận | Bàn | Câu lạc bộ             |
| -- | -- | ----------------- | --------------------------- | ---- | --- | ---------------------- |
| 1  | TM | Jenny Bindon      | 25 tháng 2, 1973 (34 tuổi)  | 12   | 0   | Three Kings United     |
| 2  | HV | Ria Percival      | 7 tháng 12, 1989 (17 tuổi)  | 12   | 2   | Lynn-Avon United       |
| 3  | HV | Hannah Bromley    | 15 tháng 11, 1986 (20 tuổi) | 4    | 0   | Soccerplus Connecticut |
| 4  | TV | Katie Hoyle       | 1 tháng 2, 1988 (19 tuổi)   | 9    | 0   | Lynn-Avon United       |
| 5  | HV | Abby Erceg        | 20 tháng 11, 1989 (17 tuổi) | 12   | 2   | Western Springs AFC    |
| 6  | HV | Rebecca Smith (c) | 17 tháng 6, 1981 (26 tuổi)  | 21   | 2   | Sunnanå SK             |
| 7  | TĐ | Zoe Thompson      | 16 tháng 9, 1983 (23 tuổi)  | 10   | 2   | Three Kings United     |
| 8  | TV | Hayley Moorwood   | 13 tháng 2, 1984 (23 tuổi)  | 20   | 2   | Lynn-Avon United       |
| 9  | TĐ | Wendi Henderson   | 16 tháng 7, 1971 (36 tuổi)  | 55   | 16  | Upper Hutt City SC     |
| 10 | TV | Annalie Longo     | 1 tháng 7, 1991 (16 tuổi)   | 7    | 0   | Three Kings United     |
| 11 | HV | Marlies Oostdam   | 29 tháng 7, 1977 (30 tuổi)  | 21   | 0   | Eastern Suburbs AFC    |
| 12 | TM | Stephanie Puckrin | 22 tháng 8, 1979 (28 tuổi)  | 1    | 0   | Lynn-Avon United       |
| 13 | TĐ | Ali Riley         | 30 tháng 10, 1987 (19 tuổi) | 8    | 0   | Đại học Stanford       |
| 14 | TV | Simone Ferrara    | 7 tháng 6, 1977 (30 tuổi)   | 18   | 7   | Ajax America           |
| 15 | HV | Maia Jackman      | 25 tháng 5, 1975 (32 tuổi)  | 37   | 11  | Western Springs AFC    |
| 16 | TV | Emma Humphries    | 14 tháng 6, 1986 (21 tuổi)  | 5    | 0   | Cocoa Expos            |
| 17 | TĐ | Rebecca Tegg      | 18 tháng 12, 1985 (21 tuổi) | 3    | 0   | Eastern Suburbs AFC    |
| 18 | TV | Priscilla Duncan  | 19 tháng 5, 1983 (24 tuổi)  | 15   | 1   | Western Springs AFC    |
| 19 | TV | Emily McColl      | 1 tháng 11, 1985 (21 tuổi)  | 6    | 0   | Cocoa Expos            |
| 20 | TĐ | Merissa Smith     | 11 tháng 11, 1990 (16 tuổi) | 6    | 0   | Three Kings United     |
| 21 | TM | Rachel Howard     | 30 tháng 11, 1977 (29 tuổi) | 12   | 0   | TSV Crailsheim         |